# Sint-Jozefskerk (De Geite)

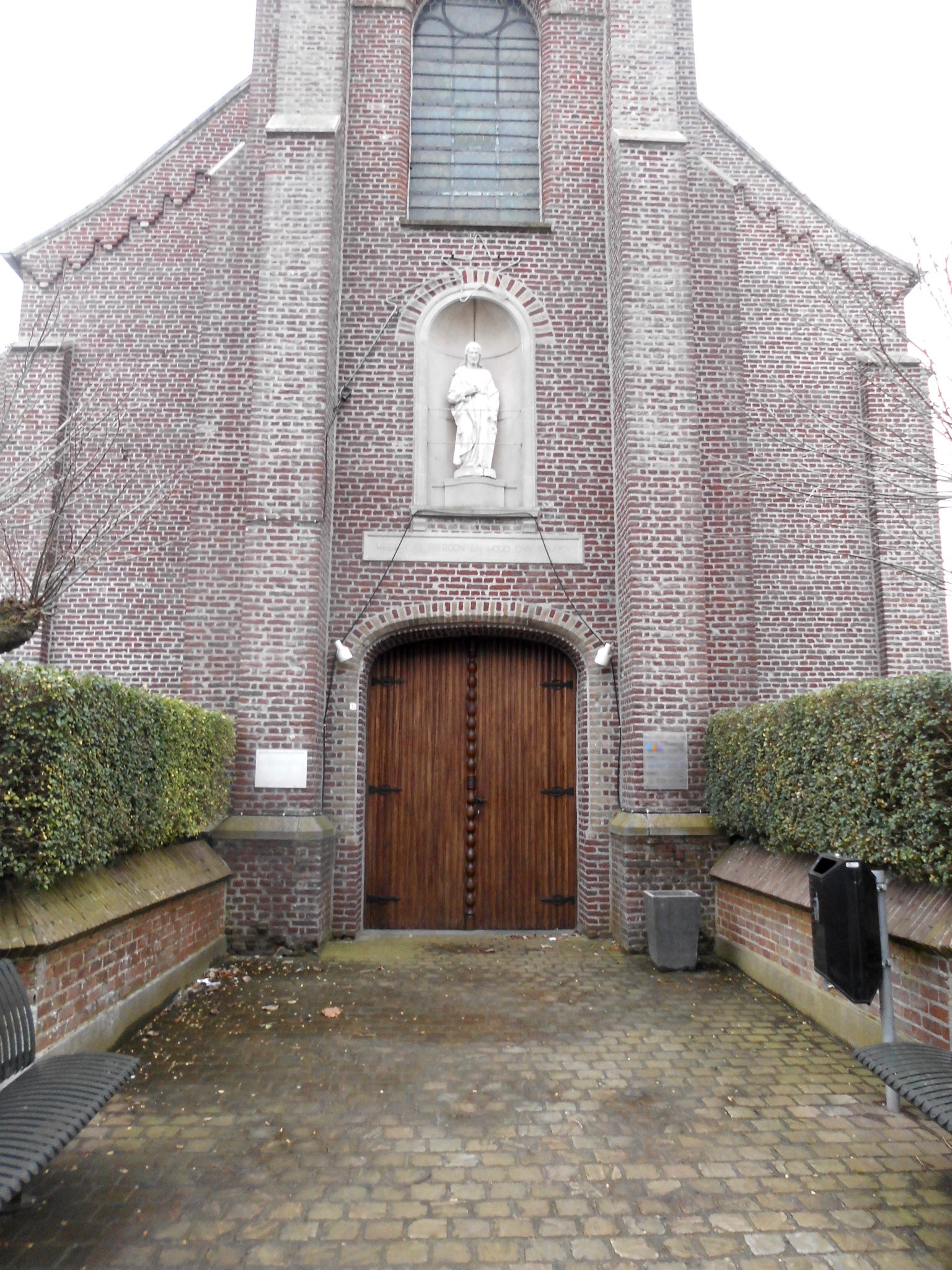
Ingang

De Sint-Jozefskerk is de parochiekerk van de tot de West-Vlaamse gemeente Hooglede behorende plaats De Geite, gelegen aan de Amersveldestraat.

## Geschiedenis
Het kerkje werd gebouwd in 1872 als proosdijkerk. In 1878 werd deze verheven tot hulpkerk en in 1898 werd De Geite een zelfstandige parochie.
Op het einde van de Eerste Wereldoorlog werden toren en dak van de kerk nog vernield. Van 1921-1924 werd de kerk hersteld onder leiding van Thierry Nolf.

## Gebouw
Het betreft een bakstenen, eenbeukige naar het zuiden georiënteerde kruiskerk met halfingebouwde toren op vierkante plattegrond. Architect was N. Maes. Het kerkje is deels een kopie van de Onze-Lieve-Vrouwekerk te Zevekote.
De kerk wordt omgeven door een kerkhof.